# Bemba (peuple)
Pour les articles homonymes, voir Bemba et Babemba.
Les Bembas (ou Babemba) sont un peuple bantou vivant en Afrique australe, dans une zone allant du Katanga oriental (République démocratique du Congo) jusqu'en Zambie, pays dans lequel ils sont pour la plupart établis. Quelques communautés sont également établies en Angola. Ils parlent la langue homonyme.
Les Bazelas, Shilas,  Batabwas (ou Tabwa), Balambas, Kaondes, etc. sont des sous-ensemble de la grande ethnie Bemba.

## Ethnonymie
Selon les sources et le contexte, on observe de nombreuses formes : Awemba, Babemba, Bembas, Chibemba, Chiwemba, Ichibemba, Icibemba, Kiwemba, Mvemba, Tshi-bemba, Wabemba, Wawemba, Wemba.

## Culture
Le transmission du pouvoir chez les Bembas suit une lignée matrilinéaire, de l'oncle maternel au neveu.
Les Bemba sont subdivisée en régions (Bemba, Lamba, Tabwa, etc.) et chaque régions est subdivisée en « mukowa » (seigneurie), (Les Bena nsoka, Bena bowa, Bena bwali, etc.).
Les Bembas et les Bazelat exploitent le cuivre depuis des temps immémoriaux au Katanga. Les artisans du cuivre se faisaient appeler « mangeurs de cuivre ». L'exploitation du cuivre était liée aux croyances magico-religieuses : Le cuivre était, pour le Mubemba, sacré et son exploitation suivait des rites et des abstinences (abstinence sexuelle pendant 24 heures avant la descente dans les mines).

## Langue
Les Bemba parlent le bemba, une langue bantoue. Le nombre de locuteurs a été estimé à 3 602 000, dont 3 300 000 pour la Zambie (2001) et 300 000 pour la République démocratique du Congo (2001). Ces chiffres ne prennent pas en compte les populations établies en Angola. Ils ont été christianisés par Mgr Dupont (1850-1930) au début du XXe siècle.